# シーザー・グレイシー柔術アカデミー
シーザー・グレイシー柔術アカデミー（Cesar Gracie Jiu-Jitsu Academy）は、アメリカ合衆国のシーザー・グレイシーが主宰するブラジリアン柔術、総合格闘技のジム。カリフォルニア州コントラコスタ郡プレザント・ヒルにジムを構える。

## コーチングスタッフ
- シーザー・グレイシー - ヘッドコーチ

## 主な所属選手
- ニック・ディアス（Strikeforce世界ウェルター級王者）
- ネイト・ディアス（TUF 5優勝）
- ギルバート・メレンデス（Strikeforce世界ライト級王者）
- ジェイク・シールズ（Strikeforce世界ミドル級王者）
- クロン・グレイシー
- デイヴ・バウティスタ

## 元所属選手
- デビッド・テレル
- ヤンシー・メデイロス
- ジョー・シリング

## 表彰
- World MMA Awards ジム・オブ・ザ・イヤー（2012年）